# 爱琴大学

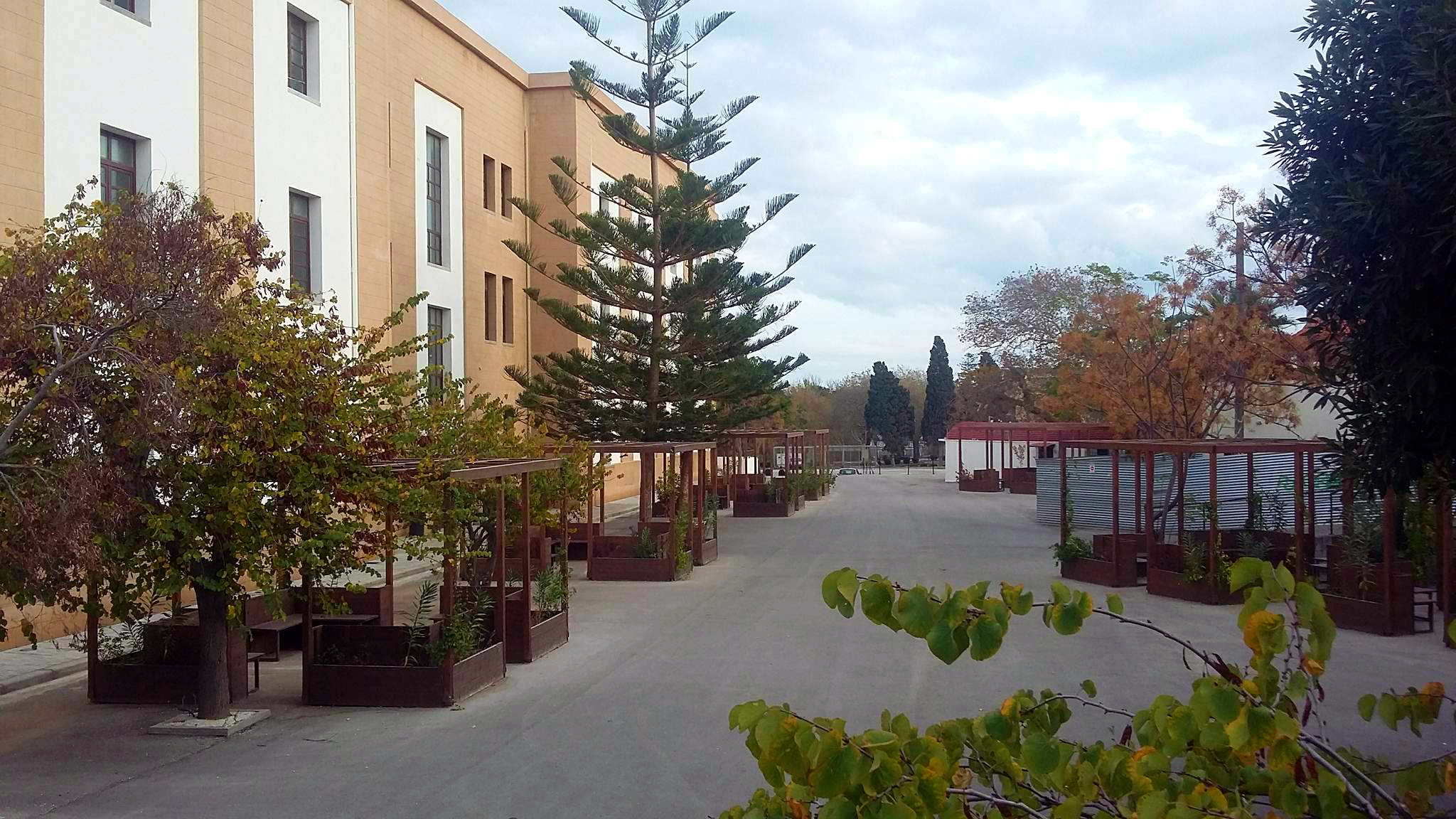

爱琴大学（希臘語：Πανεπιστήμιο Αιγαίου），是希腊的一所大学，成立于1984年。爱琴大学包含5个校区。

## 组织结构
爱琴大学包含5个校区，16个院系。5个大学单位(校区)位于爱琴海上的5个岛上。
- 米蒂利尼校区，包含以下院系
  - 社会科学学院
    - 社会人类学与历史学系
    - 地理系
    - 社会学系

  - 环境学院
    - 环境科学系
    - 海洋学系
- 希俄斯校区， 包含以下院系
  - 商学院
- 萨摩斯校区， 包含以下院系
  - 理学院
    - 数学系
- 罗得岛校区， 包含以下院系
  - 人类学学院